# Isak Stianson Pedersen
Pour les articles homonymes, voir Pedersen.
Isak Stianson Pedersen, né le 4 juin 1997 à Isfjorden, en Norvège, est un fondeur islandais.

## Biographie
Membre du club Henning skilag en Norvège, il représente le pays de sa mère l'Islande. Courant les compétitions norvégiennes chez les juniors depuis 2014, il fait ses débuts en équipe nationale en 2017.
Il se qualifie pour les Jeux olympiques d'hiver de 2018, à Pyeongchang, où il arrive 52e sur le sprint classique. Un an plus tard, il dispute son premier championnat du monde à Seefeld, avec comme résultat une 72e sur le sprint libre.
Lors de l'hiver 2020-2021, il souffre notamment de l'épaule, à cause notamment du sur-entraînement, mais choisit de se rendre aux Championnats du monde à Oberstdorf. 

## Palmarès

### Jeux olympiques
| Épreuve / Édition   | Sprint                           | Sprint    | 15 km | 15 km                            | Skiathlon 2 × 15 km | 50 km | Relais | Relais    |
| Épreuve / Édition   | libre                            | classique | libre | classique                        | Skiathlon 2 × 15 km | 50 km | Sprint | 4 × 10 km |
| JO 2018 Pyeongchang | Épreuve inexistante à cette date | 52e       | -     | Épreuve inexistante à cette date | -                   | -     | -      | —         |

Légende :
- : pas d'épreuve
- — : Non disputée par Pedersen

### Championnats du monde
| Épreuve / Édition        | Sprint                           | Sprint                           | 15 km                            | 15 km                            | Skiathlon 2 × 15 km | 50 km | Relais | Relais    |
| Épreuve / Édition        | libre                            | classique                        | libre                            | classique                        | Skiathlon 2 × 15 km | 50 km | Sprint | 4 × 10 km |
| Mondiaux 2019 Seefeld    | 72e                              | Épreuve inexistante à cette date | Épreuve inexistante à cette date | -                                | -                   | -     | -      | -         |
| Mondiaux 2021 Oberstdorf | Épreuve inexistante à cette date | 76e                              | -                                | Épreuve inexistante à cette date | -                   | -     | 27e    | —         |

Légende :
- : pas d'épreuve
- — : Non disputée par Pedersen